# 나우소리
나우소리(Nausori)는 피지의 도시로 인구는 47,604명(2007년 기준)이다. 피지에서 네 번째로 인구가 많은 도시로서 비치레부섬에 위치한다. 수바에서 19km 정도 떨어진 곳에 위치하며, 타일레부 주의 중심 도시이다.
남쪽으로 3km 지점에 나우소리 국제공항이 위치하며, 2006년 레와 강을 가로질러 나우소리와 수바를 연결하는 대교(최장 425m)가 개통되었다.